# Anacridium
Anacridium is een geslacht van rechtvleugeligen uit de familie veldsprinkhanen (Acrididae). De wetenschappelijke naam van dit geslacht is voor het eerst geldig gepubliceerd in 1923 door Uvarov. Anders dan de familienaam Veldsprinkhanen doet vermoeden, zijn de Anacridiums boomsprinkhanen.

## Soorten
Het geslacht Anacridium omvat de volgende soorten:
- Anacridium aegyptium Linnaeus, 1764
- Anacridium burri Dirsh & Uvarov, 1953
- Anacridium deschauenseei Rehn, 1941
- Anacridium eximium Sjöstedt, 1918
- Anacridium flavescens Fabricius, 1793
- Anacridium illustrissimum Karsch, 1896
- Anacridium incisum Rehn, 1942
- Anacridium javanicum Willemse, 1932
- Anacridium melanorhodon Walker, 1870
- Anacridium moestum Serville, 1838
- Anacridium rehni Dirsh, 1953
- Anacridium rubrispinum Bey-Bienko, 1948
- Anacridium wernerellum Karny, 1907